# ناوشکن کلاس اسپرانس
ناوشکن کلاس اسپرانس (به انگلیسی: Spruance-class destroyer) یک کلاس از کشتی است که طول آن 529 ft (161 m) waterline; 563 ft (172 m) overall می‌باشد.